# Prêmios Globo de Ouro de 2004

Prêmios Globo de Ouro de 2004

 25 de janeiro de 2004
Filme - Drama:
The Lord of the Rings: The Return of the King
Filme - Comédia ou Musical:
Lost in Translation
Série de televisão – Drama:
24
Série de televisão – Comédia ou Musical:
The Office
Minissérie ou Filme para televisão:
Angels in America
Prêmios Globo de Ouro 

← 2003  ·  2005 →
Os Prêmios Globo de Ouro de 2004 (no original, em inglês, 61st Golden Globe Awards) honraram os melhores profissionais de cinema e televisão, filmes e programas televisivos de 2003. Os candidatos nas diversas categorias foram escolhidos pela Associação de Imprensa Estrangeira de Hollywood (AIEH) e os nomeados anunciados em 18 de dezembro de 2003.
Na cerimônia, Cold Mountain liderou as indicações, com um total de oito. Em relação às vitórias, The Lord of the Rings: The Return of the King foi coroado como melhor filme de drama e Lost in Translation melhor filme de comédia ou musical. Além disso, Peter Jackson, diretor de The Lord of the Rings: The Return of the King, foi coroado como melhor diretor.

## Vencedores e nomeados

### Cinema
| Melhor filme | Melhor filme |
| Drama | Comédia ou Musical |
| --- | --- |
| - The Lord of the Rings: The Return of the King - Cold Mountain - Master and Commander: The Far Side of the World - Mystic River - Seabiscuit                                                                                            | - Lost in Translation - Bend It Like Beckham - Big Fish - Finding Nemo - Love Actually |
| Melhor atuação em filme de drama | |
| Ator | Atriz |
| - Sean Penn – Mystic River - Russell Crowe – Master and Commander: The Far Side of the World - Tom Cruise – The Last Samurai - Ben Kingsley – House of Sand and Fog - Jude Law – Cold Mountain                                           | - Charlize Theron – Monster - Cate Blanchett – Veronica Guerin - Scarlett Johansson – Girl with a Pearl Earring - Nicole Kidman – Cold Mountain - Uma Thurman – Kill Bill: Volume 1 - Evan Rachel Wood – Thirteen |
| Melhor atuação em filme de comédia ou musical | |
| Ator | Atriz |
| - Bill Murray – Lost in Translation - Jack Black – School of Rock - Johnny Depp – Pirates of the Caribbean: The Curse of the Black Pearl - Jack Nicholson – Something's Gotta Give - Billy Bob Thornton – Bad Santa                      | - Diane Keaton – Something's Gotta Give - Jamie Lee Curtis – Freaky Friday - Scarlett Johansson – Lost in Translation - Diane Lane – Under the Tuscan Sun - Helen Mirren – Calendar Girls |
| Melhor atuação coadjuvante em filme – drama, comédia ou musical | |
| Ator coadjuvante | Atriz coadjuvante |
| - Tim Robbins – Mystic River - Alec Baldwin – The Cooler - Albert Finney – Big Fish - William H. Macy – Seabiscuit - Peter Sarsgaard – Shattered Glass - Ken Watanabe – The Last Samurai                                                 | - Renée Zellweger – Cold Mountain - Maria Bello – The Cooler - Patricia Clarkson – Pieces of April - Hope Davis – American Splendor - Holly Hunter – Thirteen |
| Melhor direção | Melhor roteiro |
| - Peter Jackson – The Lord of the Rings: The Return of the King - Sofia Coppola – Lost in Translation - Clint Eastwood – Mystic River - Anthony Minghella – Cold Mountain - Peter Weir – Master and Commander: The Far Side of the World | - Sofia Coppola – Lost in Translation - Richard Curtis – Love Actually - Brian Helgeland – Mystic River - Anthony Minghella – Cold Mountain - Jim Sheridan, Kirsten Sheridan e Naomi Sheridan – In America |
| Melhor trilha sonora original | Melhor canção original |
| - Howard Shore – The Lord of the Rings: The Return of the King - Alexandre Desplat – Girl with a Pearl Earring - Danny Elfman – Big Fish - Gabriel Yared – Cold Mountain - Hans Zimmer – The Last Samurai                                | - "Into the West" – Annie Lennox, Fran Walsh e Howard Shore) (The Lord of the Rings: The Return of the King) - "The Heart of Every Girl" – Elton John e Bernie Taupin (Mona Lisa Smile) - "Man of the Hour" – Eddie Vedder (Big Fish) - "Time Enough For Tears" – Bono, Gavin Friday e Maurice Seezer (In America) - "You Will Be My Ain True Love" – Sting (Cold Mountain) |
| Melhor filme em língua estrangeira | |
| - Osama ( Afeganistão) - The Barbarian Invasions ( Canadá) - Good Bye, Lenin! ( Alemanha) - Monsieur Ibrahim et les fleurs du Coran ( França) - Vozvrashcheniye ( Rússia)                                                                | |

#### Filmes com múltiplas nomeações
| Nomeações | Filme                                           |
| --------- | ----------------------------------------------- |
| 8         | Cold Mountain                                   |
| 5         | Lost in Translation                             |
| 5         | Mystic River                                    |
| 4         | Big Fish                                        |
| 4         | The Lord of the Rings: The Return of the King   |
| 3         | The Last Samurai                                |
| 3         | Master and Commander: The Far Side of the World |
| 2         | The Cooler                                      |
| 2         | Girl with a Pearl Earring                       |
| 2         | In America                                      |
| 2         | Love Actually                                   |
| 2         | Something's Gotta Give                          |
| 2         | Thirteen                                        |

#### Filmes com múltiplos prêmios
| Prêmios | Filme                                         |
| ------- | --------------------------------------------- |
| 4       | The Lord of the Rings: The Return of the King |
| 3       | Lost in Translation                           |
| 2       | Mystic River                                  |

### Televisão
| Melhor série | Melhor série |
| Drama | Comédia ou musical |
| --- | --- |
| - 24 - CSI: Crime Scene Investigation - Nip/Tuck - Six Feet Under - The West Wing                                                                                               | - The Office - Arrested Development - Monk - Sex and the City - Will & Grace |
| Melhor atuação em série de drama | |
| Ator | Atriz |
| - Anthony LaPaglia – Without a Trace - Michael Chiklis – The Shield - William Petersen – CSI: Crime Scene Investigation - Martin Sheen – The West Wing - Kiefer Sutherland – 24 | - Frances Conroy – Six Feet Under - Jennifer Garner – Alias - Allison Janney – The West Wing - Joely Richardson – Nip/Tuck - Amber Tamblyn – Joan of Arcadia                               |
| Melhor atuação em série de comédia ou musical | |
| Ator | Atriz |
| - Ricky Gervais – The Office - Matt LeBlanc – Friends - Bernie Mac – The Bernie Mac Show - Eric McCormack – Will & Grace - Tony Shalhoub – Monk                                 | - Sarah Jessica Parker – Sex and the City - Bonnie Hunt – Life with Bonnie - Reba McEntire – Reba - Debra Messing – Will & Grace - Bitty Schram – Monk - Alicia Silverstone – Miss Match   |
| Melhor atuação em minissérie ou filme para televisão | |
| Ator | Atriz |
| - Al Pacino – Angels in America - Antonio Banderas – And Starring Pancho Villa as Himself - James Brolin – The Reagans - Troy Garity – Soldier's Girl - Tom Wilkinson – Normal  | - Meryl Streep – Angels in America - Judy Davis – The Reagans as Nancy Reagan - Jessica Lange – Normal - Helen Mirren – The Roman Spring of Mrs. Stone - Maggie Smith – My House in Umbria |
| Melhor atuação coadjuvante em série, minissérie ou filme para televisão | |
| Ator coadjuvante | Atriz coadjuvante |
| - Jeffrey Wright – Angels in America - Sean Hayes – Will & Grace - Lee Pace – Soldier's Girl - Ben Shenkman – Angels in America - Patrick Wilson – Angels in America            | - Mary-Louise Parker – Angels in America - Kim Cattrall – Sex and the City - Kristin Davis – Sex and the City - Megan Mullally – Will & Grace - Cynthia Nixon – Sex and the City           |
| Melhor minissérie ou filme para televisão | |
| - Angels in America - My House in Umbria - Normal - Soldier's Girl - The Roman Spring of Mrs. Stone                                                                             | |

#### Séries com múltiplas nomeações
| Nomeações | Filme                          |
| --------- | ------------------------------ |
| 7         | Angels in America              |
| 5         | Sex and the City               |
| 5         | Will & Grace                   |
| 3         | Monk                           |
| 3         | The West Wing                  |
| 2         | 24                             |
| 2         | CSI: Crime Scene Investigation |
| 2         | Nip/Tuck                       |
| 2         | Six Feet Under                 |
| 2         | The Office                     |

#### Séries com múltiplos prêmios
| Prêmios | Série             |
| ------- | ----------------- |
| 5       | Angels in America |
| 2       | The Office        |